# Vladimir Kibaltchitch
Pour les articles homonymes, voir Kibaltchitch.
Vladimir Viktorovitch Kibaltchitch Roussakov (en russe : Владимир Ви́кторович Кибальчич Русаков), dit « Vlady », est un peintre né le 15 juin 1920 à Petrograd (aujourd’hui Saint-Pétersbourg) et mort le 21 juillet 2005  à Cuernavaca (Mexique).

## Biographie
Vlady Kibaltchitch est le fils de l’écrivain russe d’expression française Victor Serge, sa mère Liuba Russakova fut sténographe au service de Zinoviev. À ce titre, le climat de son œuvre baigne dans la révolution russe et ses avatars staliniens (Sibérie, goulag, persécutions). Sa jeunesse se passe dans le goulag, son adolescence à Paris et sa vie d’homme (à partir de 1941) au Mexique.[réf. nécessaire]
Vlady est l’instigateur de la Génération de la Rupture qui, au début des années 1950, réunit des jeunes peintres mexicains désireux de secouer le règne des « trois grands » : Diego Rivera, Siqueiros et Orozco. C’est dans la galerie Prisse qu'il a fondée que sont organisées les expositions qui réunissent Alberto Gironella, Héctor Xavier, Enrique Echeverria et José Luis Cuevas qui, sous l’égide de leur maître Rufino Tamayo, fonderont l’art moderne au Mexique.
Entre 1974 et 1982, Vlady peint une fresque de 2 000 m2 sur le thème de la révolution dans une ancienne église qui abrite maintenant la bibliothèque du ministère des Finances : la bibliothèque Miguel Lerdo de Tejada est le premier et le seul effort de renouvellement de la fresque mexicaine depuis l’époque des « trois grands ». Peinte selon les règles les plus rigoureuses de la renaissance italienne, cette fresque représente les révolutions modernes comme les révolutions russe et française, les différents combats d'indépendance américains, et même la révolution freudienne ou la révolution sexuelle du milieu du vingtième siècle.
À partir des années 1990, il vit à Cuernavaca où son atelier sert de centre d’enseignement aux jeunes peintres qui veulent apprendre la technique vénitienne, c’est-à-dire par couches alternées d'huile et de glacis sur un fond de tempera (jamais de peinture en tube). Grâce à cette méthode, il devient possible de peindre en transparences successives pour créer un effet de profondeur. Tout cela avait été découvert dans les ateliers flamands et surtout vénitiens puis oublié. 
Sa dernière grande œuvre est Tatik (« petit père » en langue maya[réf. nécessaire]), tableau géant de Samuel Ruiz, évêque du Chiapas[réf. nécessaire] (2000) et évêque de San Cristóbal de las Casas pendant 30 ans.
Atteint d'un cancer au cerveau, il meurt dans sa maison-atelier de Cuernavaca.

### Ouvrages de Vlady Kibaltchitch
- Las Revoluciones y los Elementos, Fondo de Cultura Económica, Mexico, 2011, 80 pages. Livre d'art accompagné d'une longue interview et d'un texte théorique de Leonardo Da Jandra intitulé « Aproximaciones al muralismo total de Vlady ».
- Abrir los ojos para soñar, Siglo XXI editores/Universidad Nacional Autónoma de México (UNAM), Mexico, 1996, 223 pages. Ouvrage relié cuir, abondamment illustré de dessins en noir et blanc.
- Los cuadernos de Vlady, présentation de César Lorenzano, Universidad Nacional Autónoma de México (UNAM), Mexico, 1985, 104 pages.
- Avec Salvador Elizondo, Dibujos eróticos de Vlady, Editorial Juan Pablos, Mexico, 1977, 78 pages.

### Ouvrages sur Vlady Kibaltchitch
- Jean-Guy Rens, Vlady : de la revolución al renacimiento, éd. Siglo XXI, Mexico, décembre 2005, 236 p.
- Estela Eguiarte Sakar, « Importancia de la obra de Vlady en la pintura en México en el periodo de 1940 a 1970 », thèse d'histoire de l'art, Universidad Iberoamericana, México, 1972, 99 p.
- Yvon Grenier, Vlady: Pintura y poder / Painting and Power, Literal, vol. 9 (été 2007)
- Berta Taracena, Vlady, Universidad Nacional Autónoma de México (UNAM), Mexico, 1974, 54 p. + illustrations
- Roberto de la Torre Salcedo, Un nuevo muralismo, Secretaría de Hacienda y Crédito Público, Mexico, 1982, 60 p.